# Macrostemum wallacei
Macrostemum wallacei là một loài Trichoptera trong họ Hydropsychidae. Chúng phân bố ở miền Australasia.